# Trường Cao đẳng Công thương Thành phố Hồ Chí Minh
Trường Cao đẳng Công thương Thành phố Hồ Chí Minh là một trường Cao đẳng công lập trực thuộc Bộ Công Thương.
Trường được thành lập năm 1976 với tên gọi Trường Kỹ thuật nghiệp vụ công nghiệp nhẹ, trực thuộc Bộ Công nghiệp Nhẹ, tính đến thời điểm hiện tại trường đã mang bốn cái tên khác nhau.

## Lịch sử hình thành và phát triển

### Giai đoạn 1 (Từ 1976 đến 1991)
Ngày 20 tháng 10 năm 1976, trường được thành lập với tên Trường mang tên Trường kỹ thuật nghiệp vụ công nghiệp nhẹ trực thuộc Bộ Công nghiệp Nhẹ, có nhiệm vụ đào tạo các bậc:
- Trung cấp chuyên nghiệp
- Kỹ thuật viên
- Đào tạo và bồi dưỡng cán bộ quản lý làm việc trong ngành công nghiệp nhẹ ở khu vực Miền Nam, với các chức danh từ tổ trưởng sản xuất, chuyền trưởng đến quản đốc, giám đốc xí nghiệp, thuộc Bộ Công nghiệp Nhẹ

### Giai đoạn 2 (Từ 1991 đến 2000)
Trường được nâng cấp, phát triển thành Trường Kinh tế Kỹ thuật Công nghiệp Nhẹ Thủ Đức trực thuộc Bộ Công nghiệp, được giao thêm các nhiệm vụ sau:
- Đào tạo đa ngành đối với trình độ TCCN và THN và Công nhân kỹ thuật
- Đào tạo bậc cao đẳng chính quy (liên kết).

### Giai đoạn 3 (Từ 2000 đến 2009)
Trường được nâng cấp thành trường Cao đẳng Kinh tế Kỹ thuật Công nghiệp II trực thuộc Bộ Công nghiệp, được giao thêm các nhiệm vụ sau:
- Đào tạo trình độ cao đẳng, hệ chính quy và tại chức
- Đào tạo trung cấp nghề.
- Đào tạo liên thông thí điểm đối với 3 ngành kế toán, công nghệ dệt, công nghệ kỹ thuật cơ khí.
- Liên kết với các trường Đại học đào tạo liên thông từ cao đẳng lên đại học.

### Giai đoạn 4 (Từ 2009 đến nay)
Trường được đổi tên thành Trường Cao đẳng Công thương thành phố Hồ Chí Minh, trực thuộc Bộ Công Thương. Đây là thời điểm đầu của giai đoạn phát triển thứ tư của nhà trường với định hướng phấn đấu nâng cấp thành trường Đại học Công thương thành phố Hồ Chí Minh.

## Đội ngũ cán bộ
Trường Cao đẳng Công thương Thành phố Hồ Chí Minh có trên 300 cán bộ CNV, giảng viên; Trong đó có trên 15 Tiến sĩ, trên 150 thạc sĩ và một số giảng viên đang làm NCS; Đội ngũ giảng viên được đào từ nước ngoài.

## Cơ sở vật chất
- 2 tòa nhà 7 tầng (khu A, D), 1 tòa nhà 5 tầng (khu C), 1 tòa nhà 4 tầng và 3 tầng (khu B) và khu giảng đường A
- 100 giảng đường, phòng học lý thuyết hiện đại trang bị Projector
- 60 xưởng, phòng thí nghiệm, phòng thực hành.
- Thư viện: 1000m2, Internet không dây.
- Ký túc xá: 2000 chỗ ở, sân bóng, khu thể thao và giải trí.